# Campylomormyrus tshokwe
Campylomormyrus tshokwe е вид лъчеперка от семейство Mormyridae. Видът не е застрашен от изчезване.

## Разпространение
Разпространен е в Ангола и Демократична република Конго.

## Описание
На дължина достигат до 29,5 cm.